# Paphinia cristata
Paphinia cristata är en orkidéart som först beskrevs av John Lindley, och fick sitt nu gällande namn av John Lindley. Paphinia cristata ingår i släktet Paphinia och familjen orkidéer. Inga underarter finns listade i Catalogue of Life.

## Bildgalleri

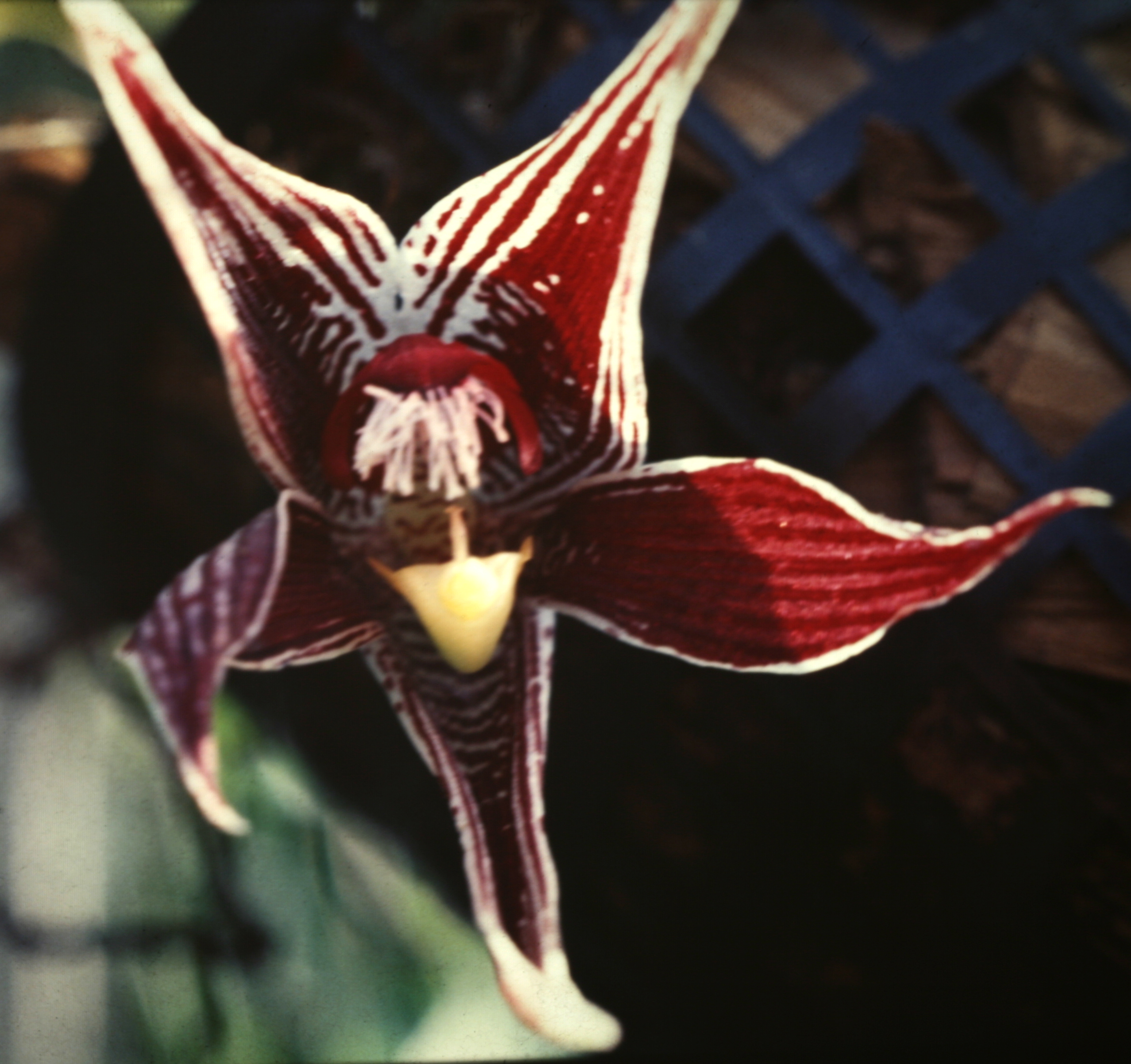
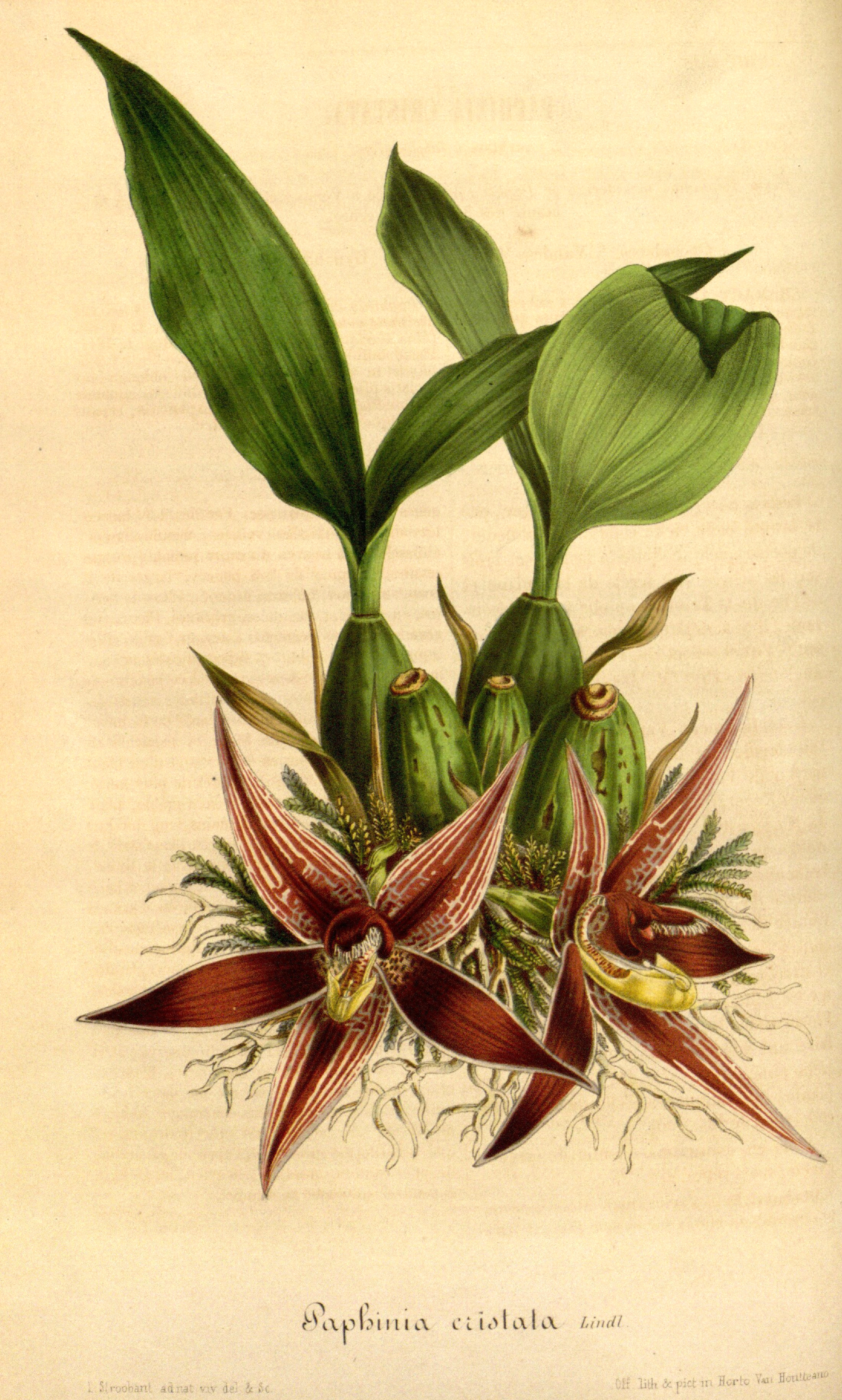
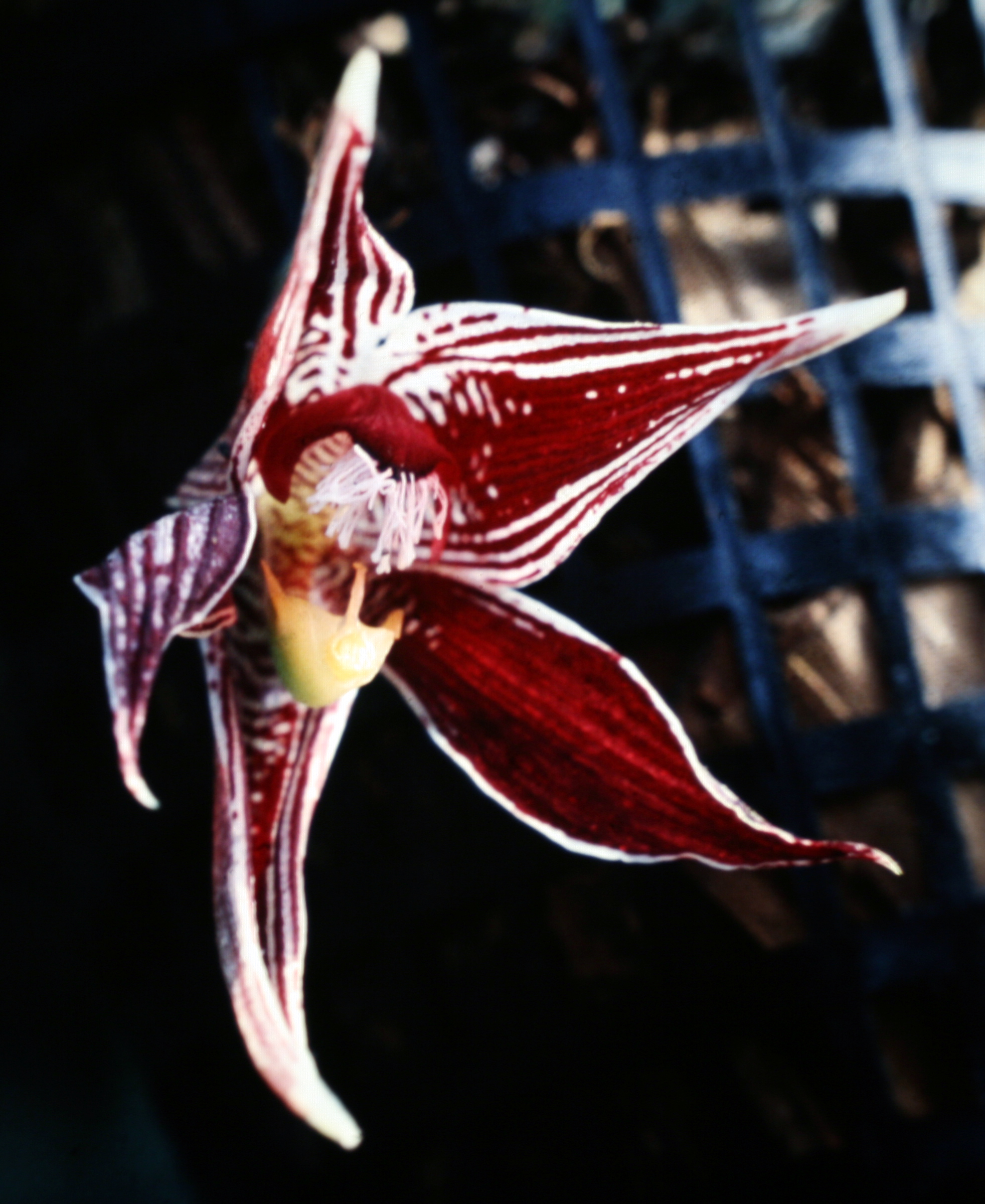
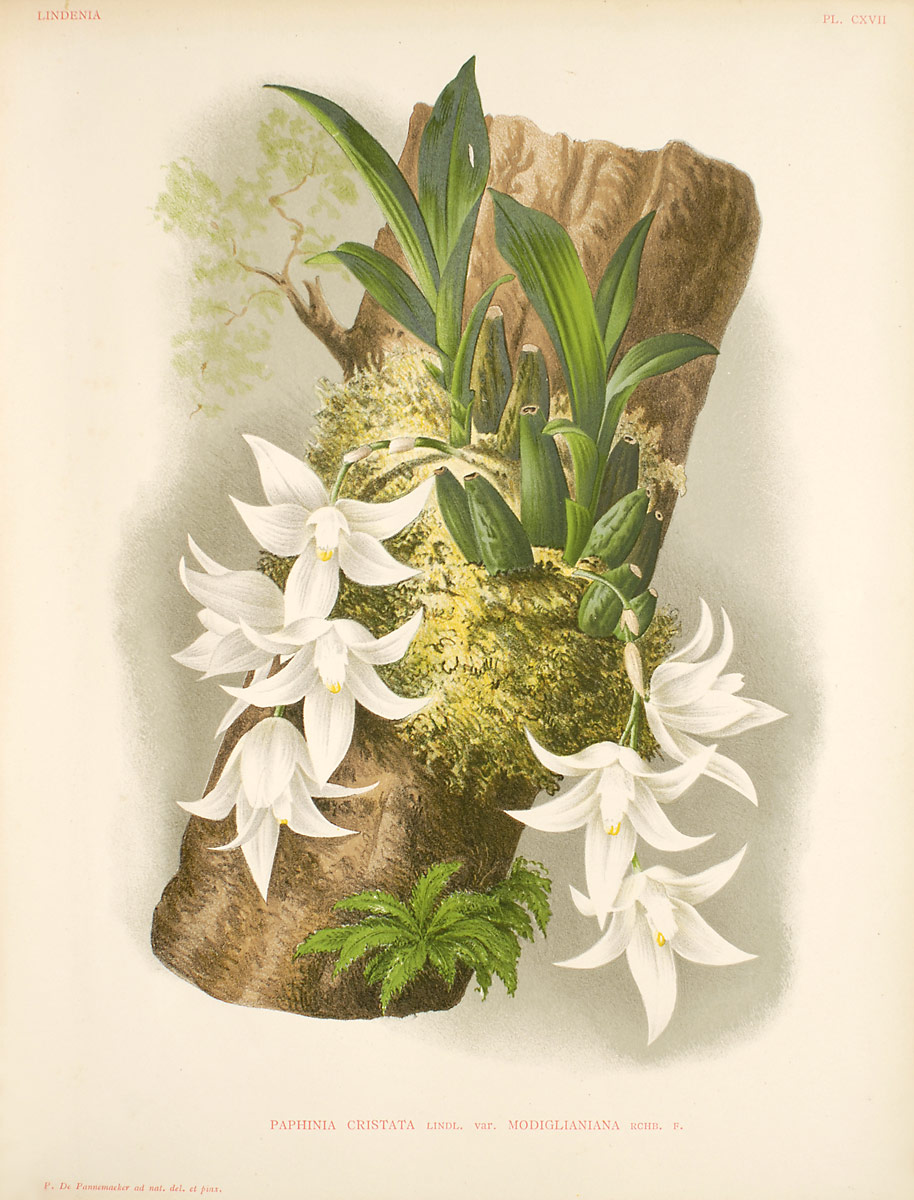
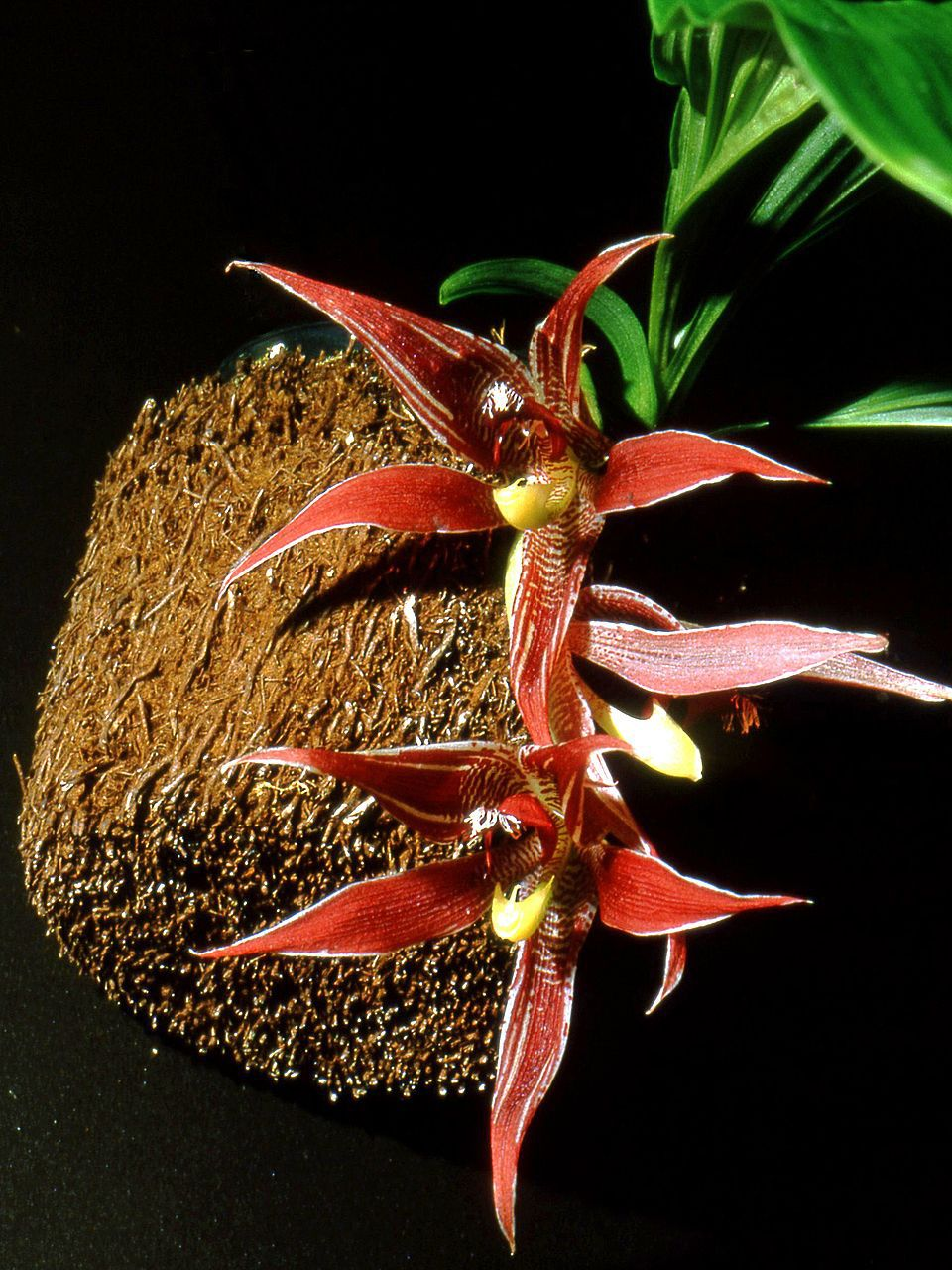
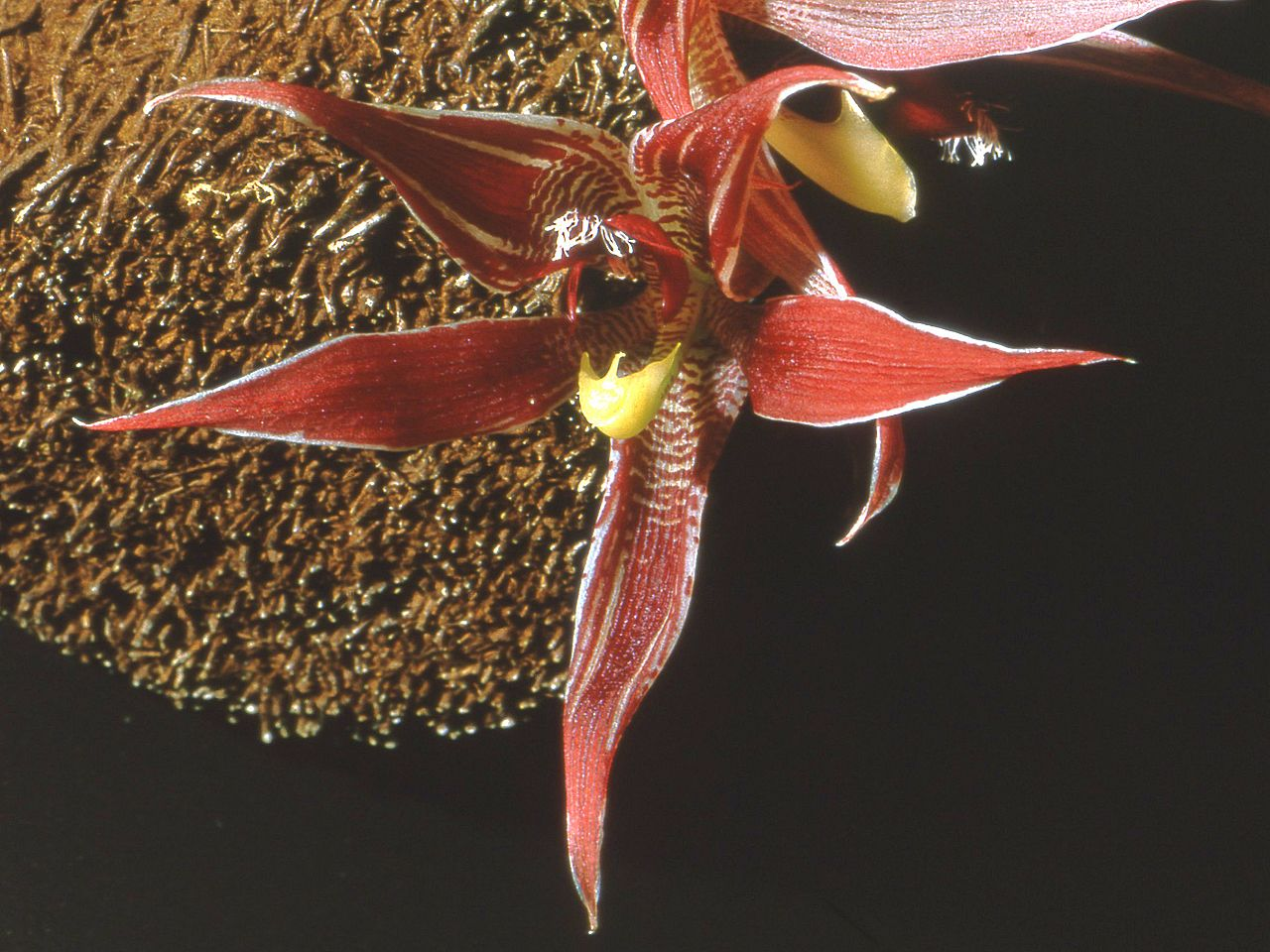